# Kilchoman
Kilchoman (prononcer « Kil-ho-man ») est une distillerie de single malt whisky installée près du village éponyme, dans l'île d’Islay sur la côte ouest de l'Écosse, dans les îles Hébrides intérieures. La distillerie est située au nord-ouest de l'île, à proximité immédiate de la plage de Machir Bay, sur le territoire administré par la ville nouvelle (planned community) de Bowmore.

## Histoire
Kilchoman est fondée par Anthony Wills et reste une distillerie familiale indépendante. La distillerie est inaugurée en juin 2005, au sein de la ferme de Rockside.
Islay est renommée pour ses nombreuses distilleries (Lagavulin, Ardbeg, Laphroaig etc.), mais Kilchoman est la première nouvelle unité de production à être construite sur l'île depuis 124 ans. Environ 20% de l'orge utilisée pour la fabrication du whisky est cultivé par la ferme et malté à la distillerie ; le reste provient de la malterie de Port Ellen.
Le premier tonneau de whisky est rempli le 15 décembre 2005 ; son contenu est mis en bouteille en septembre 2009 car l'âge minimum légal pour avoir l'appellation scotch est de 3 ans.
Kilchoman met en bouteille chaque année depuis la première distillation son new-spirit afin de lancer son produit et de faire découvrir toute l'évolution de cet alcool depuis la distillation jusqu'à la mise en bouteille du whisky.

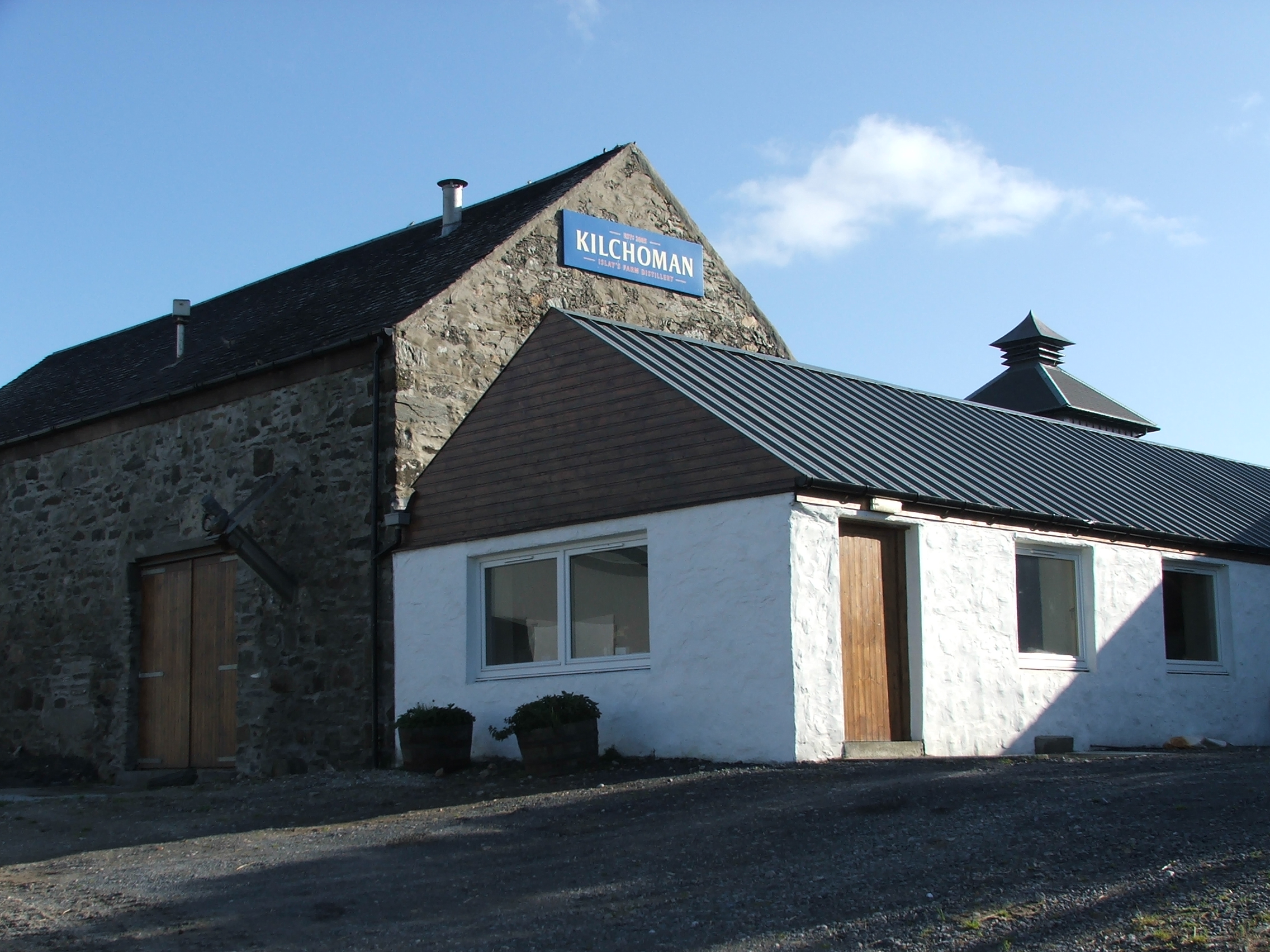
Bâtiments de la distillerie Kilchoman, en été.
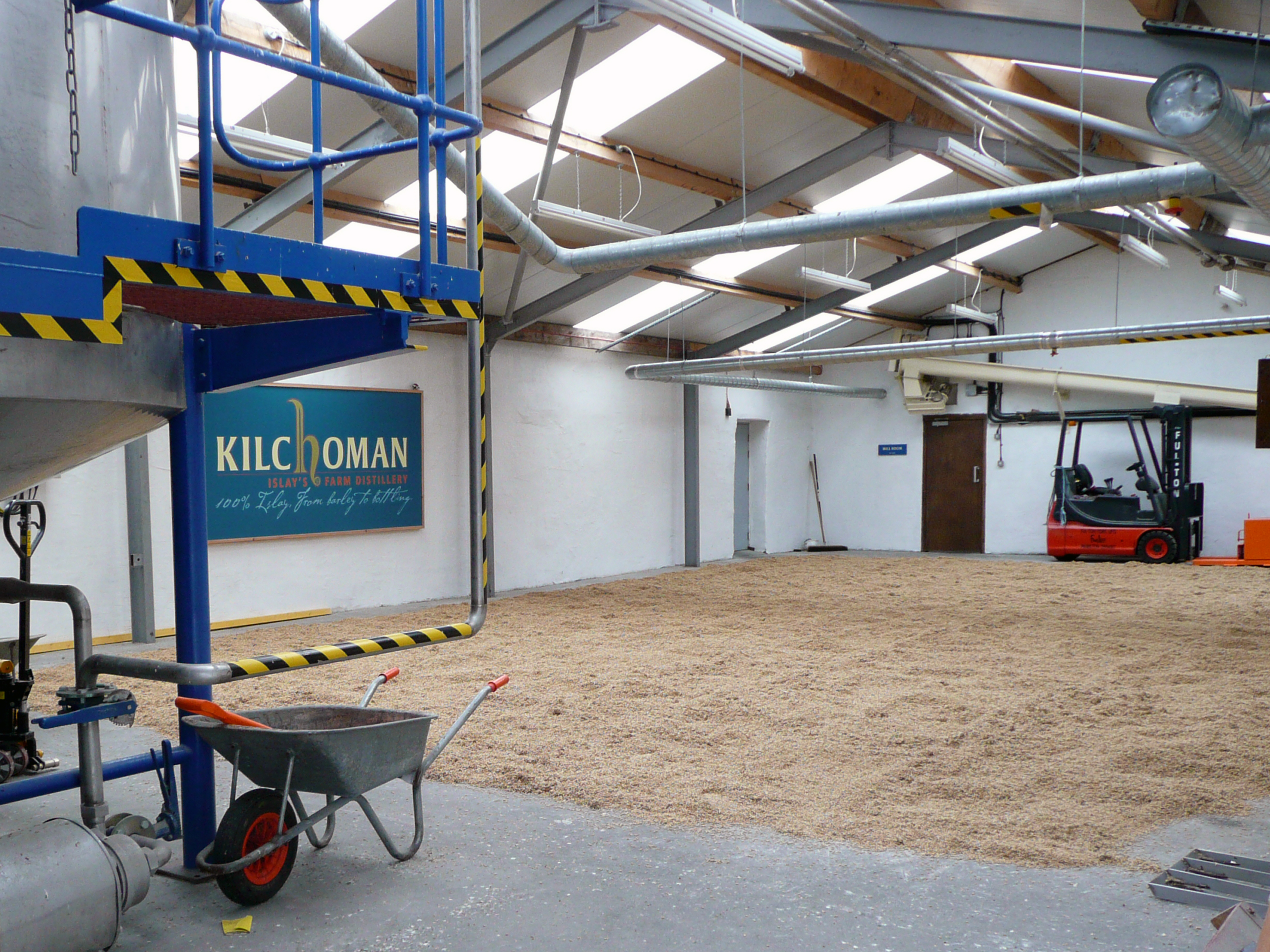
Aire de maltage de la distillerie Kilchoman.
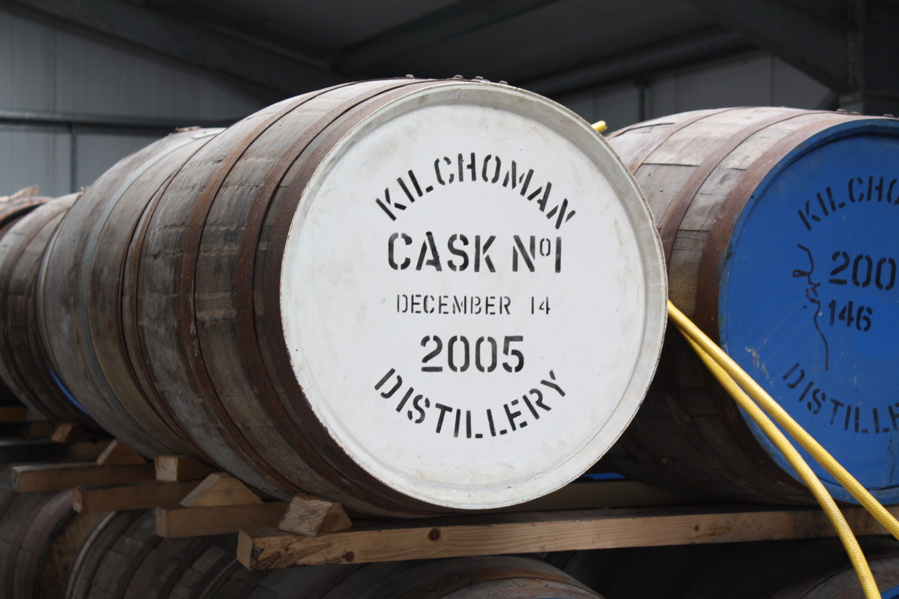
Premier fût de whisky Kilchoman.
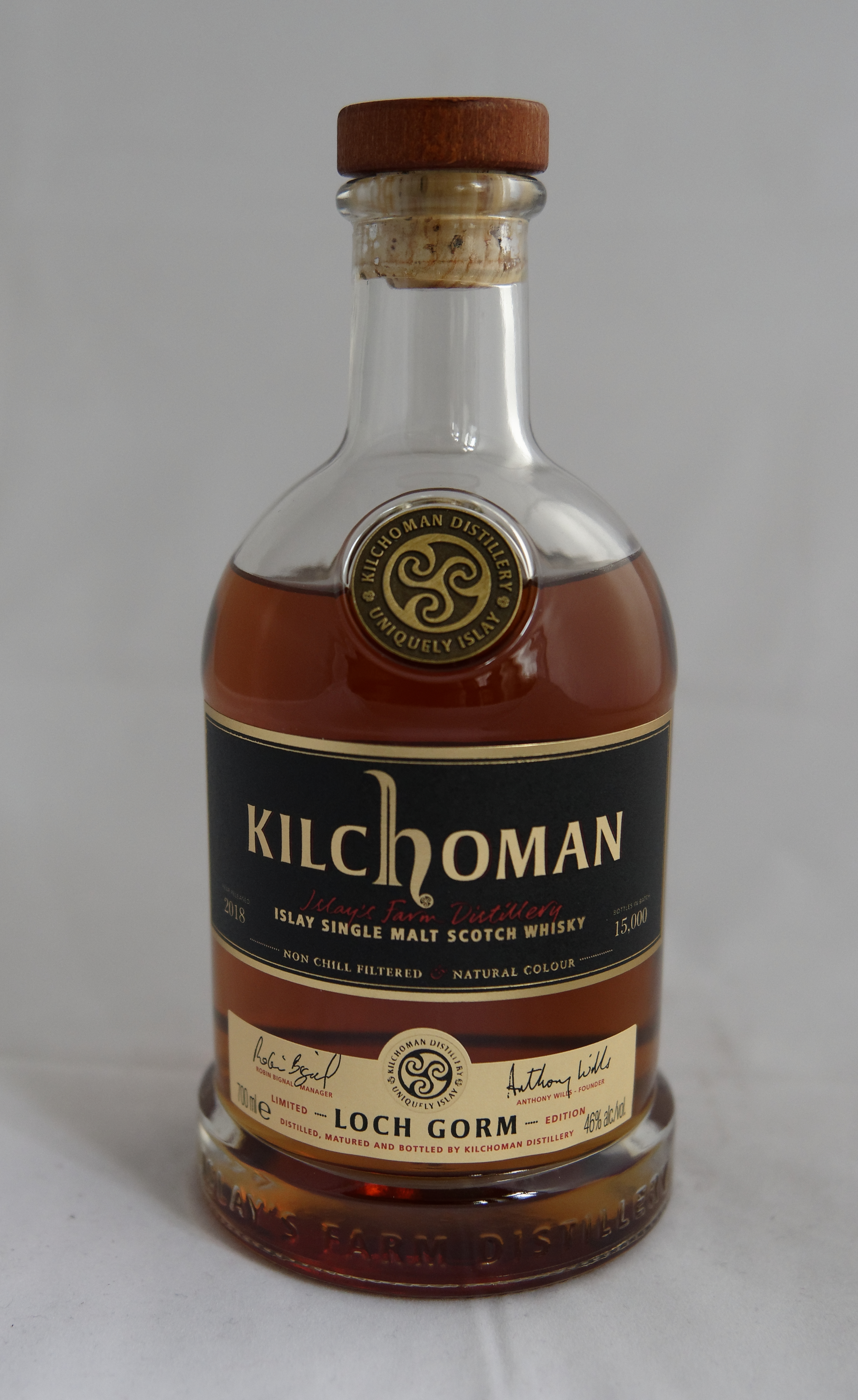
Kilchoman Loch Gorm, 46°ABV.

## Gamme de produits
- Kilchoman Inaugural Release, 46°ABV ;
- Kilchoman Autumn Release, 46°ABV, vieilli trois ans en fûts de bourbon puis affiné en fûts de sherry durant deux mois et demi
- Kilchoman Machir Bay, 46°ABV
- Kilchoman Loch Gorm, 46°ABV
- Kilchoman Sanaig 46°ABV, destiné initialement au marché français, distribué dans le monde entier à partir de 2016
- Kilchoman 100% Islay 50°ABV

Le degré d'alcool est noté « °ABV », signifiant « % alcohol by volume ».